# Phragmipedium kovachii
Phragmipedium kovachii là một loài thực vật có hoa trong họ Lan. Loài này được J.T.Atwood, Dalström & Ric.Fernández mô tả khoa học đầu tiên năm 2002.

## Hình ảnh

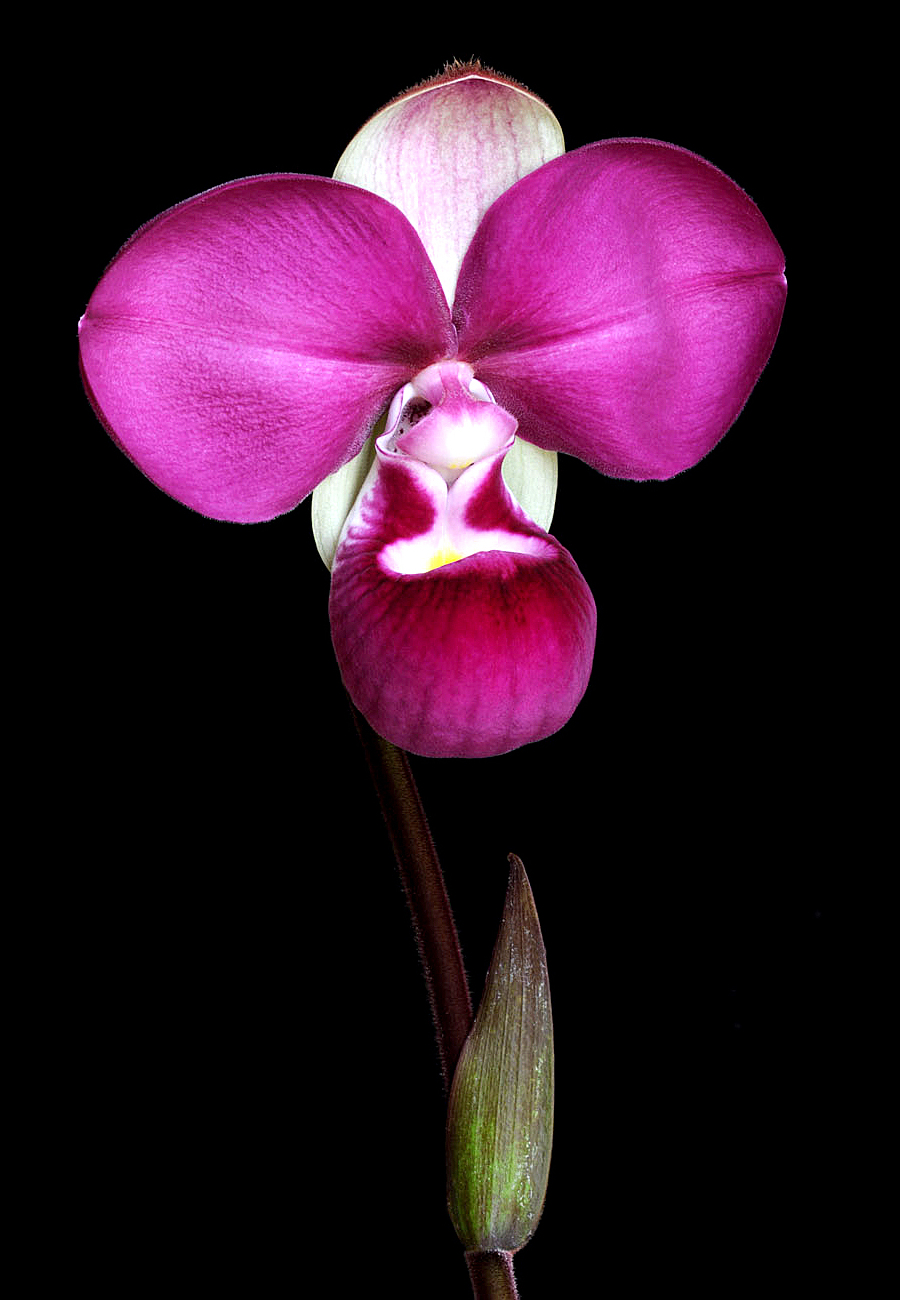
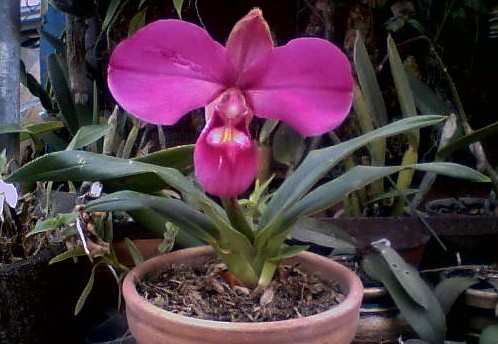
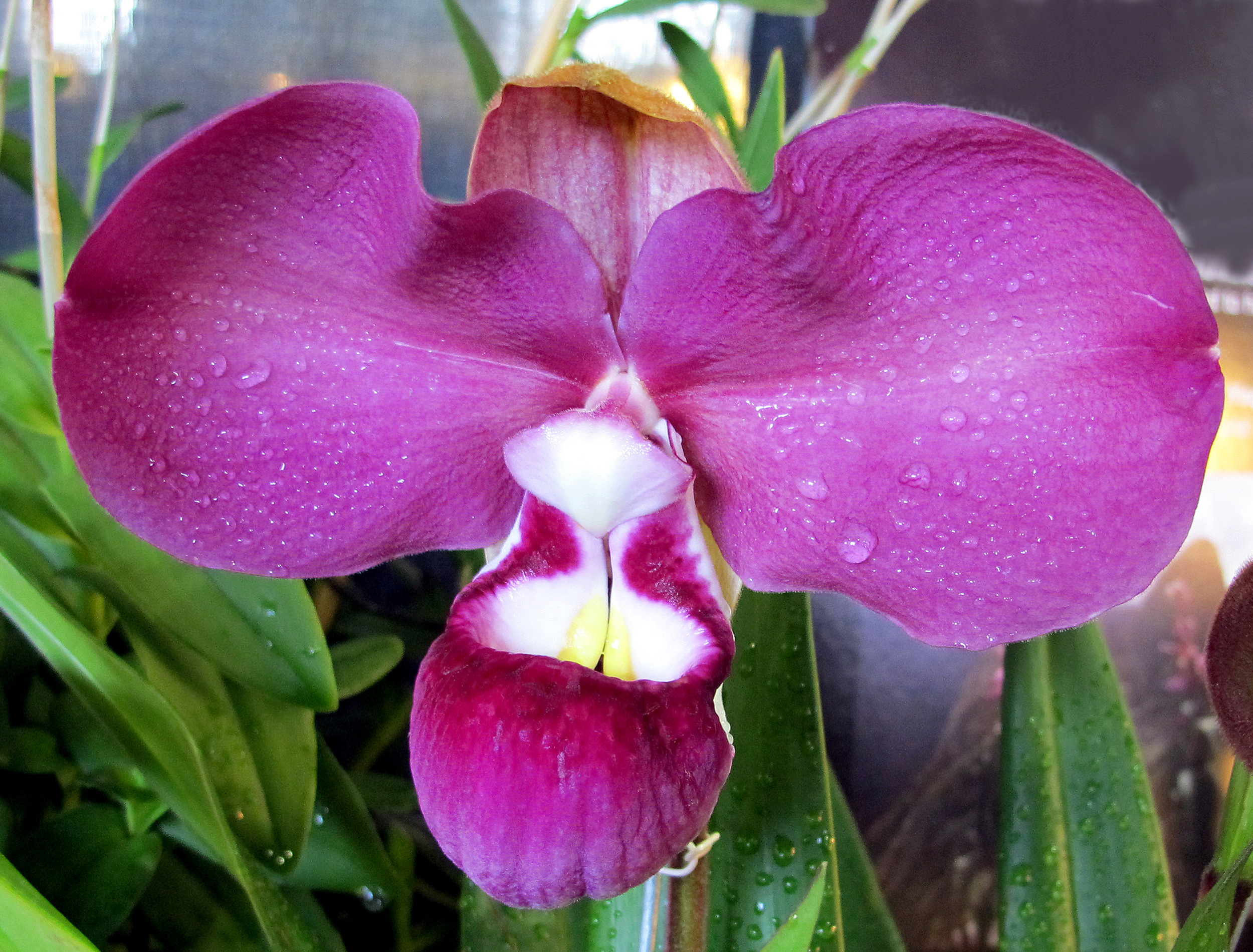
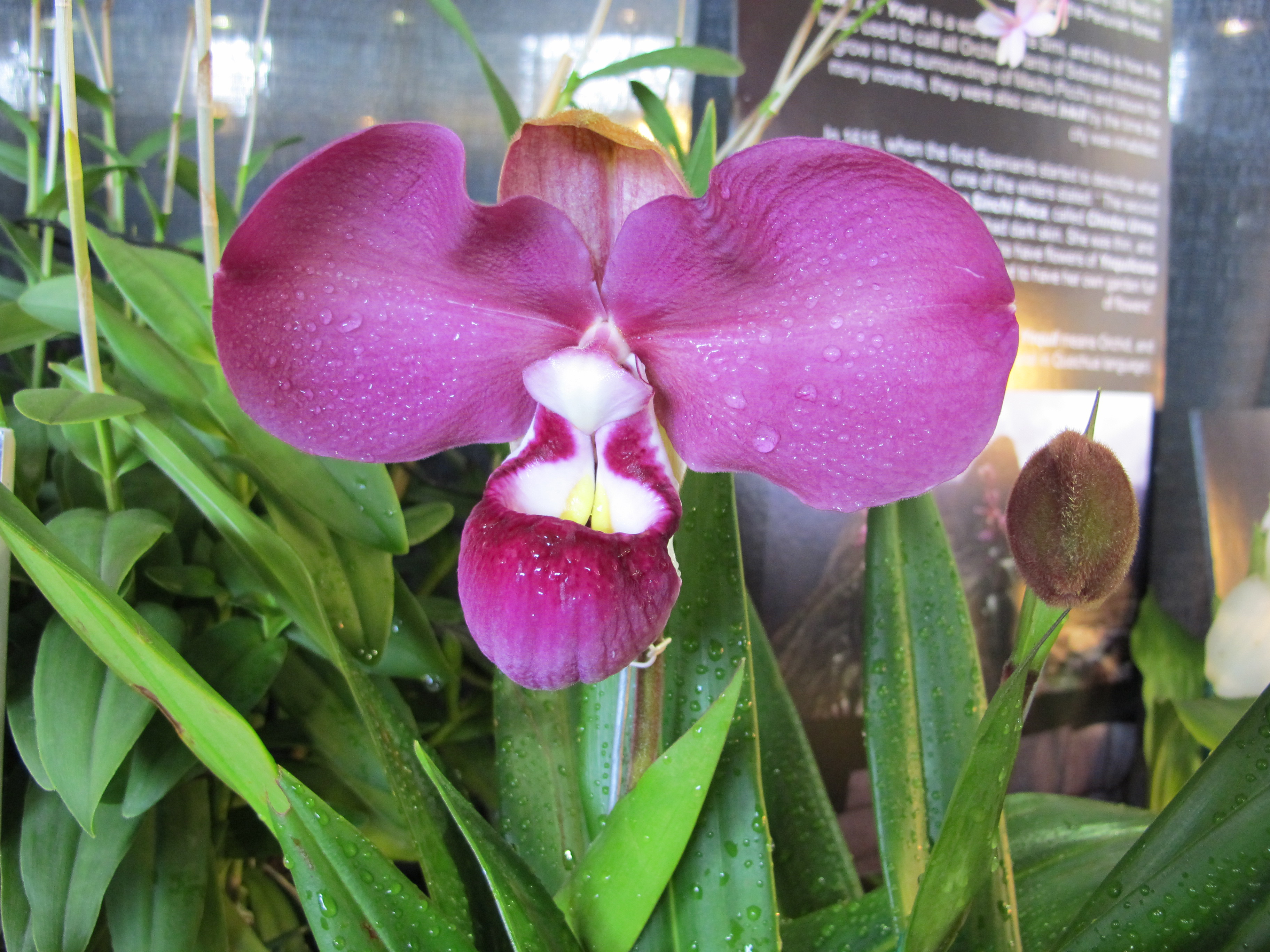